# Episodi di Il commissario Köster (ventunesima stagione)
La ventunesima stagione della serie televisiva Il commissario Köster è stata trasmessa in prima visione negli Germania da ZDF dal 17 gennaio 1997.
| n. | Titolo originale        | Titolo italiano         | Prima TV Germania | Prima TV Italia |
| -- | ----------------------- | ----------------------- | ----------------- | --------------- |
| 1  | Der Mordauftrag         | Omicidi incrociati      | 17 gennaio 1997   |                 |
| 2  | Hochzeit mit dem Tod    | Le due sorelle          | 28 febbraio 1997  |                 |
| 3  | Der Tod der Eltern      | Una falsa rapina        | 28 marzo 1997     |                 |
| 4  | Der Scherbenhaufen      | Un paio di guanti       | 30 maggio 1997    |                 |
| 5  | Zwei Tote – wofür?      | Un tragico giovedì      | 11 luglio 1997    |                 |
| 6  | Ein ehrenwerter Mann    | Il console onorario     | 8 agosto 1997     |                 |
| 7  | Der Verdacht            | La famiglia             | 5 settembre 1997  |                 |
| 8  | Meine Rache ist der Tod | Nessuno può perdonare   | 3 ottobre 1997    |                 |
| 9  | Das ist mein Mord       | Triangolo di sospetti   | 31 ottobre 1997   |                 |
| 10 | Große Liebe             | Il nascondiglio segreto | 21 novembre 1997  |                 |
| 11 | Mörderisches Spiel      | L'ultimo concerto       | 19 dicembre 1997  |                 |